# Opfenbach

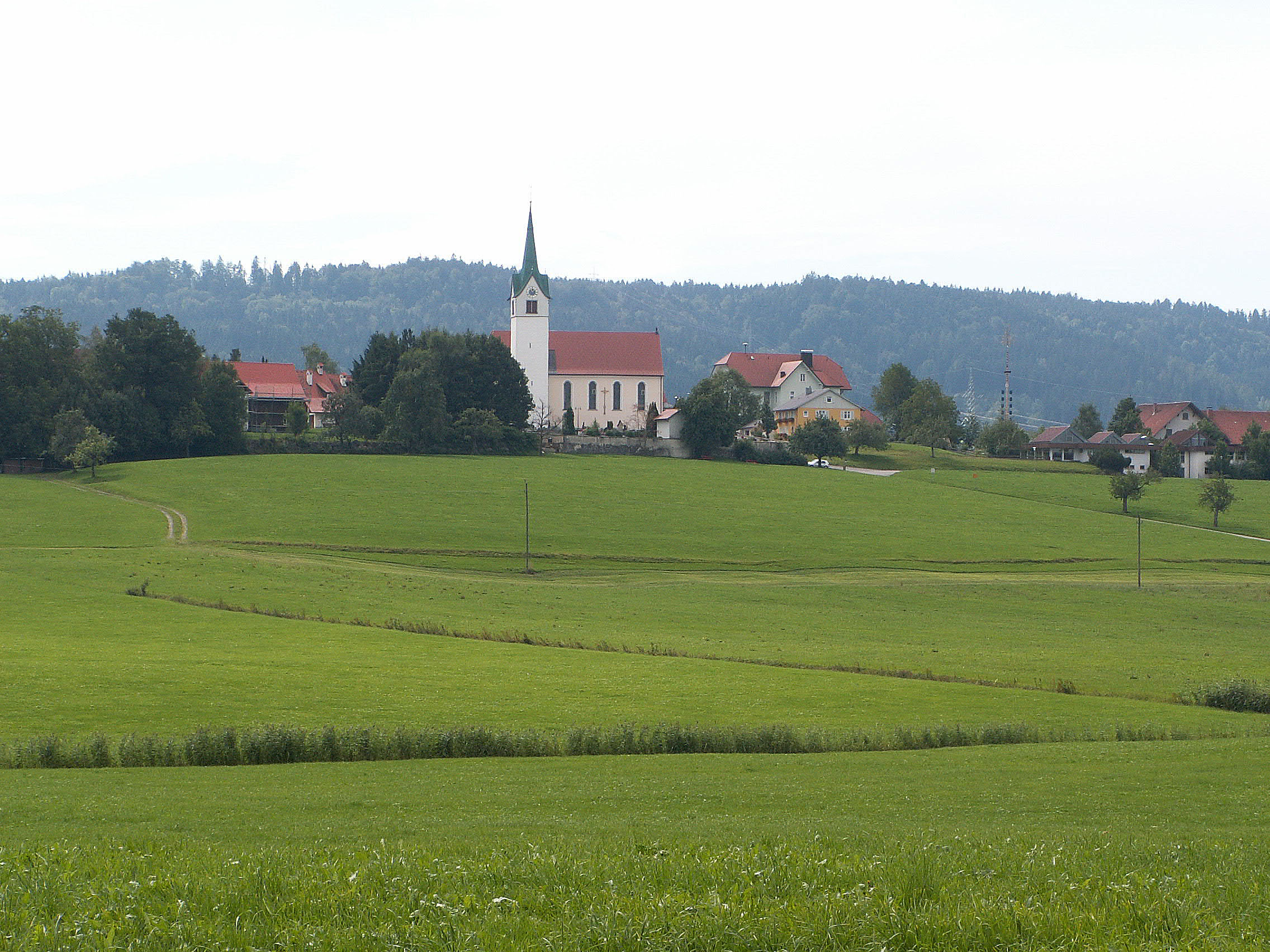
Opfenbach von Norden

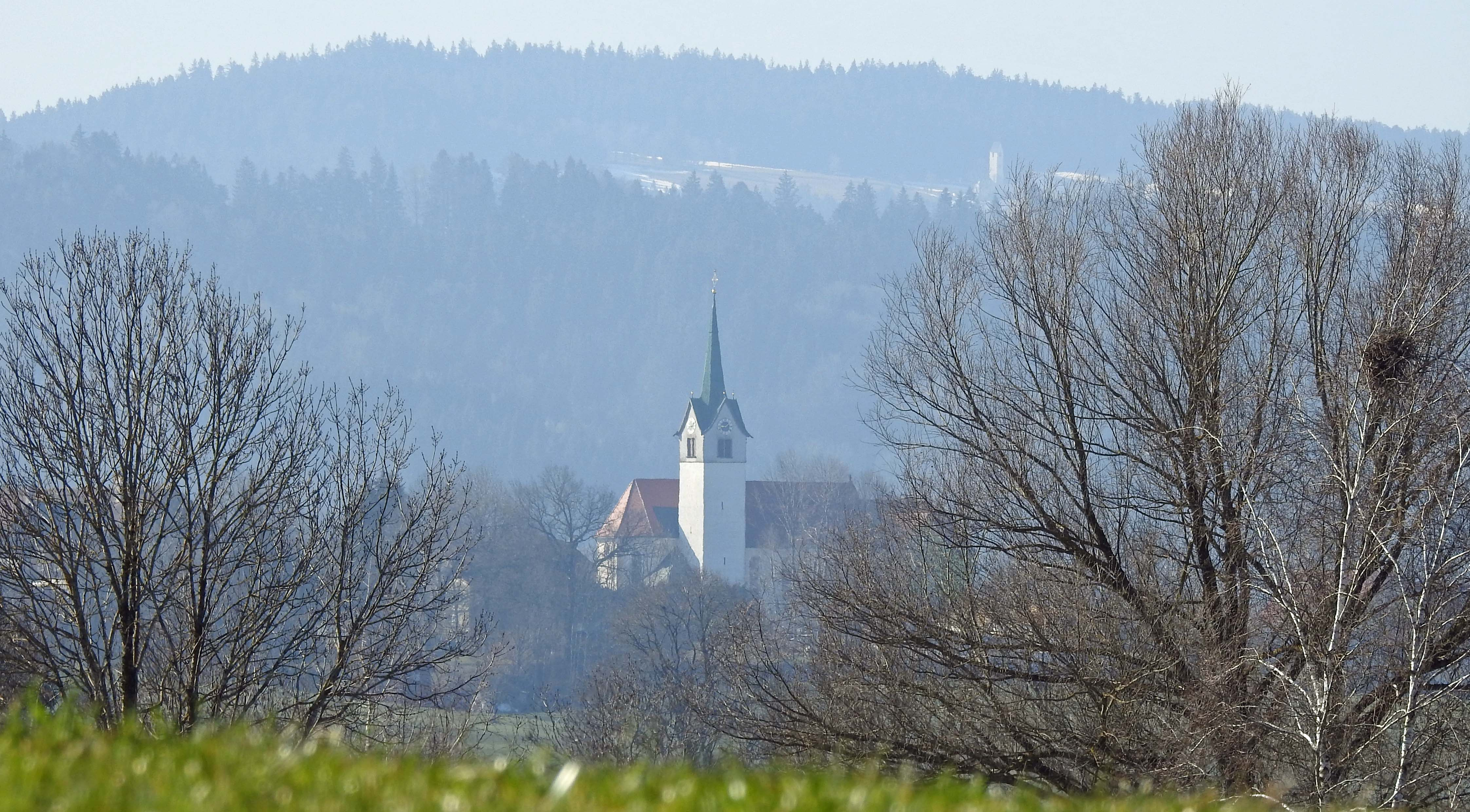
Opfenbach, im Hintergrund das hoch gelegene Möggers in Vorarlberg

Opfenbach (westallgäuerisch Opfebach) ist eine Gemeinde im schwäbischen Landkreis Lindau (Bodensee).

## Geografie
Opfenbach liegt in der Region Allgäu, genauer im Westallgäu, etwa 15 Kilometer nordöstlich von Lindau (Bodensee). Hier ist der nördlichste Ausläufer des Pfänderstocks, der hier allmählich ins Alpenvorland übergeht.
Die Gemeinde hat 17 Gemeindeteile (in Klammern ist der Siedlungstyp angegeben):
- Beuren (Dorf)
- Bleichen (Weiler)
- Göritz (Dorf)
- Hämmerle (Weiler)
- Heimen (Dorf)
- Lingenreute (Weiler)
- Litzis (Dorf)
- Mäuchen (Dorf)
- Mellatz (Dorf)
- Mywiler (Dorf)
- Opfenbach (Pfarrdorf)
- Reute (Weiler)
- Ruhlands (Dorf)
- Schrundholz (Weiler)
- Spattweg (Weiler)
- Wigratz (Einöde)
- Wigratzbad (Kirchdorf)

Die Einöden Hammerschmiede und Kleyenmühle sind keine amtlich benannten Gemeindeteile.
Nahe am gleichnamigen Hauptort entspringt der Opfenbach, der über den Schutzbach in die Leiblach entwässert.

## Geschichte

### Bis zur Gemeindegründung
Durch das Gemeindegebiet, wie auch durch Opfenbach selbst, verläuft die historische Trasse der antiken Römerstraße Kempten–Bregenz.
In Opfenbach und Mellatz fanden sich Reste von römischen burgi, turmartigen Gebäude, die zur Verstärkung der Grenzbefestigung zwischen den Kastellen im Abstand von etwa 1,5 bis 2 Kilometer, mit einer fast quadratischen Grundfläche von zehn bis zwölf Metern Seitenlänge errichtet wurden. Diese dienten sowohl der Sicherung der Militärstraße, als auch dem Schutz der letzten Grenzlinie des spätantiken Roms, dem Donau-Iller-Rhein-Limes. (Siehe → Liste der Kastelle am DIRL)

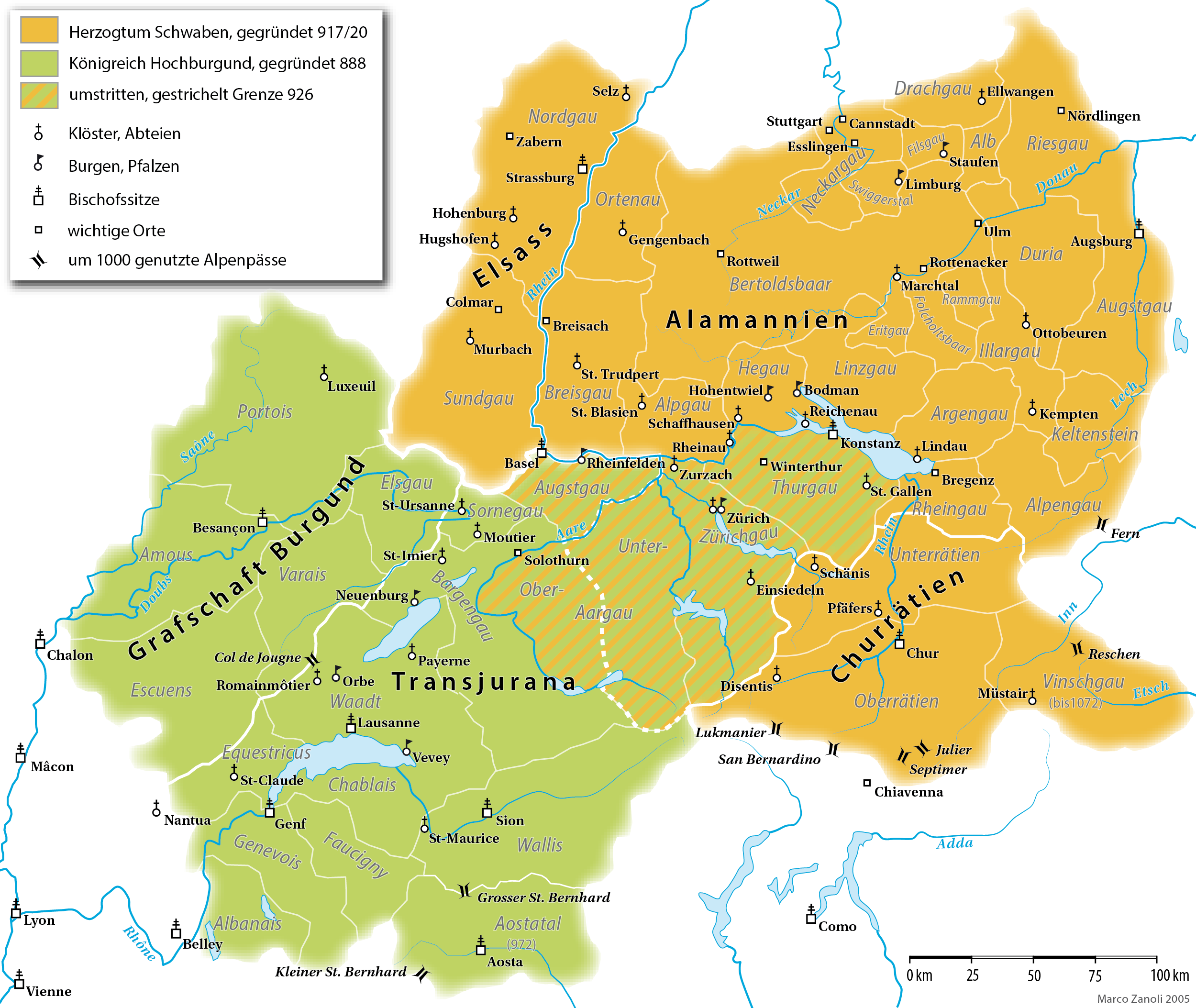
Herzogtum Alamannien (hier mit dem Elsass) und Hochburgund im 10. und 11. Jahrhundert

Der Ort wurde 872 erstmals urkundlich genannt („in marcu villule … Offinbach“). In der ersten Hälfte des 10. Jahrhunderts gehörte Opfenbach zum Herzogtum Schwaben und lag im Argengau.
Später war Opfenbach Teil der österreichischen Herrschaft Bregenz-Hohenegg. Namensgebend war die abgegangene Burg Hohenegg (Gde. Grünenbach, Lkr. Lindau). Die Herrschaft geht auf die seit 1240 bezeugten Edlen von Hohenegg zurück, die sie aber 1359 an die Grafen von Montfort verkauften. Von diesen gelangte die mehrfach verpfändete Herrschaft 1451 an Herzog Sigmund von Tirol (reg. 1443–1496). Während des Dreißigjährigen Kriegs brannten 1632 die Schweden Kirche und Pfarrhof nieder und in den folgenden Jahren wütete die Pest im Dorf. Seit den Friedensverträgen von Brünn und Pressburg 1805 gehört der Ort zu Bayern. Im Zuge der Verwaltungsreformen in Bayern entstand mit dem Gemeindeedikt von 1818 die heutige Gemeinde.

### Einwohnerentwicklung
| Jahr      | 1970 | 1987 | 1991 | 1995 | 2000 | 2005 | 2010 | 2015 | 2020 |
| --------- | ---- | ---- | ---- | ---- | ---- | ---- | ---- | ---- | ---- |
| Einwohner | 1879 | 1952 | 2154 | 2145 | 2196 | 2209 | 2312 | 2278 | 2349 |

Zwischen 1988 und 2018 wuchs die Gemeinde von 2014 auf 2290 um 276 Einwohner bzw. um 13,7 %.

## Politik

### Gemeinderat
Alle 14 Sitze im Gemeinderat fielen bei der Gemeinderatswahl 2020 an die einzige kandidierende Liste „Opfenbach direkt“.

### Vorsteher und Bürgermeister
- 1801–1821 Milz, Johann Baptist
- 1821–1826 Egger, Martin
- 1826–1833 Pfanner, Franz Josef
- 1833–1836 Herrmann, Xaver
- 1836–1848 Stärkle, Johannes
- 1848–1851 Gsell, Gebhard
- 1851–1859 Pfanner, Franz Josef
- 1860–1866 Schneider, Franz Anton
- 1866–1891 Herrmann, Hyronimus
- 1891–1894 Müller, Felix
- 1894–1906 Herrmann, Franz Josef
- 1906–1912 Kehrer, Gebhard
- 1912–1915 Herrmann, Franz Josef
- 1915–1932 Strodel, Johann Baptist
- 1932–1946 Baur, Anton
- 1946–1946 Karg, Anton
- 1946–1948 Strodel, Johann Baptist
- 1948–1978 Straub, Paul
- 1978–1996 Boch, Willi
- 1996–2008 Straub, Paul
- 2008 bis heute Bentz, Matthias

### Wappen
| Wappen von Opfenbach | Blasonierung: „In Silber über grünem Querbach der Rumpf eines goldgehörnten roten Einhorns“ |
| Wappen von Opfenbach | Wappenführung seit 1930                                                                     |

## Baudenkmäler / Bauwerke

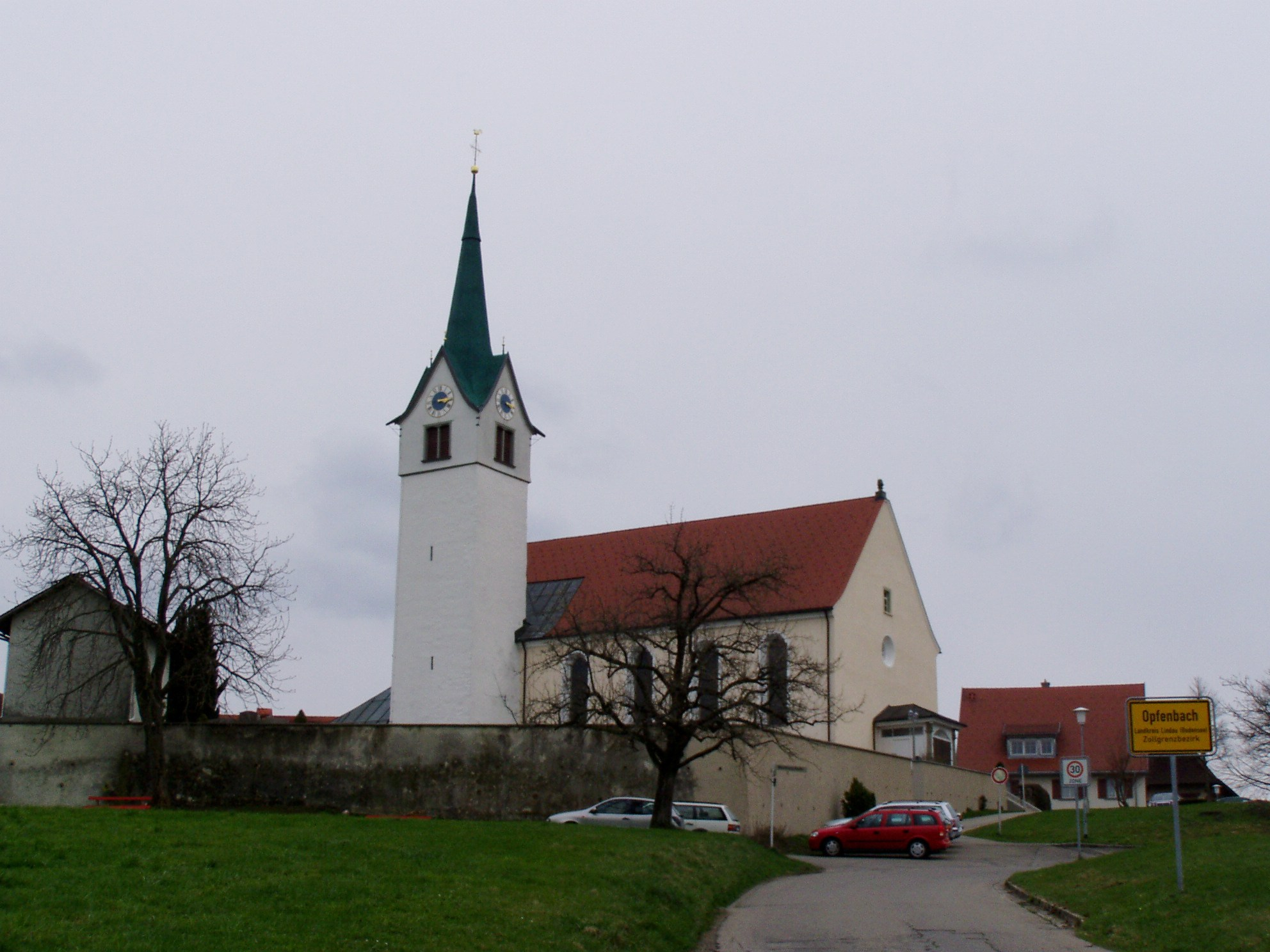
Kirche in Opfenbach
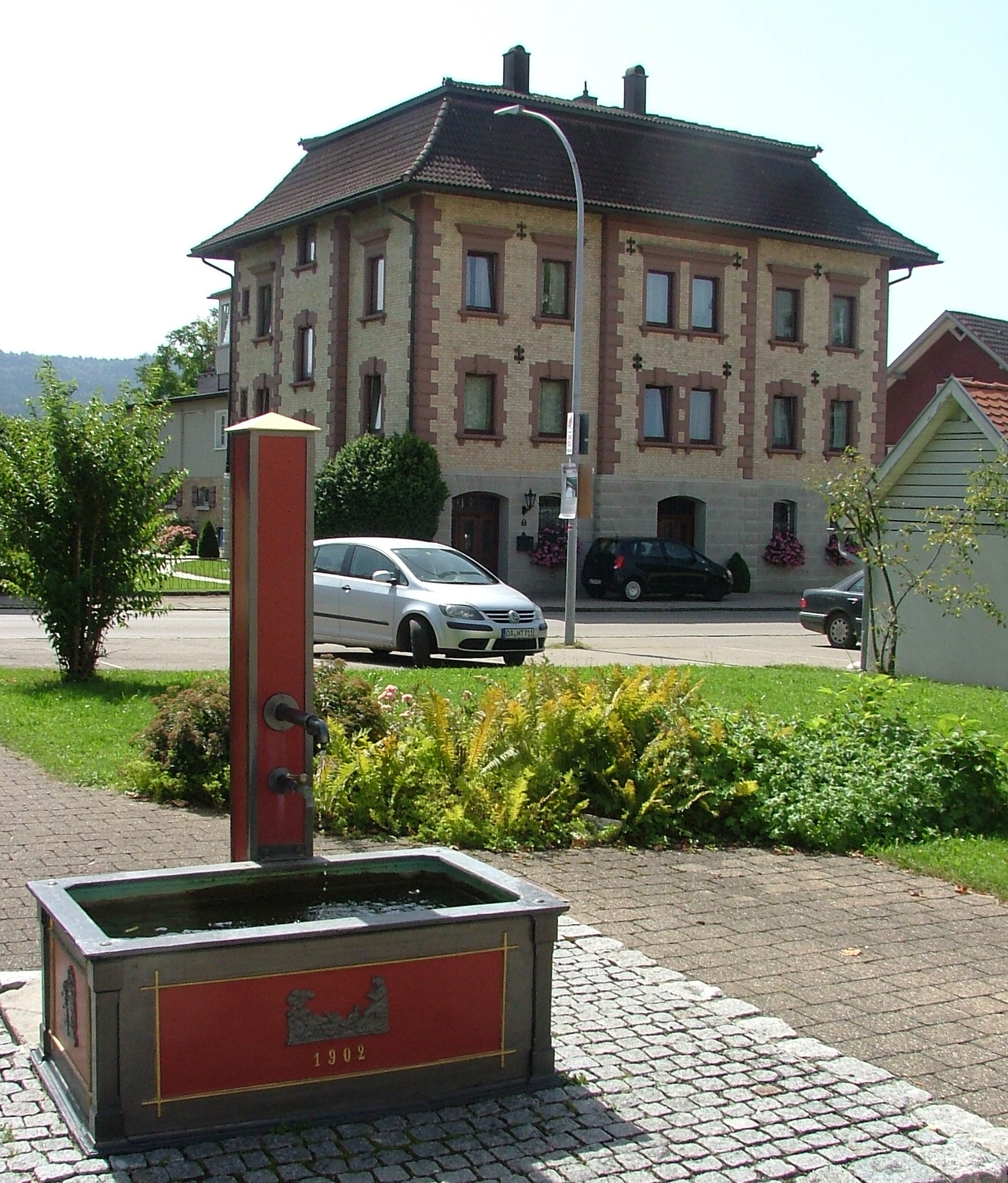
Opfenbach – Kirchplatz
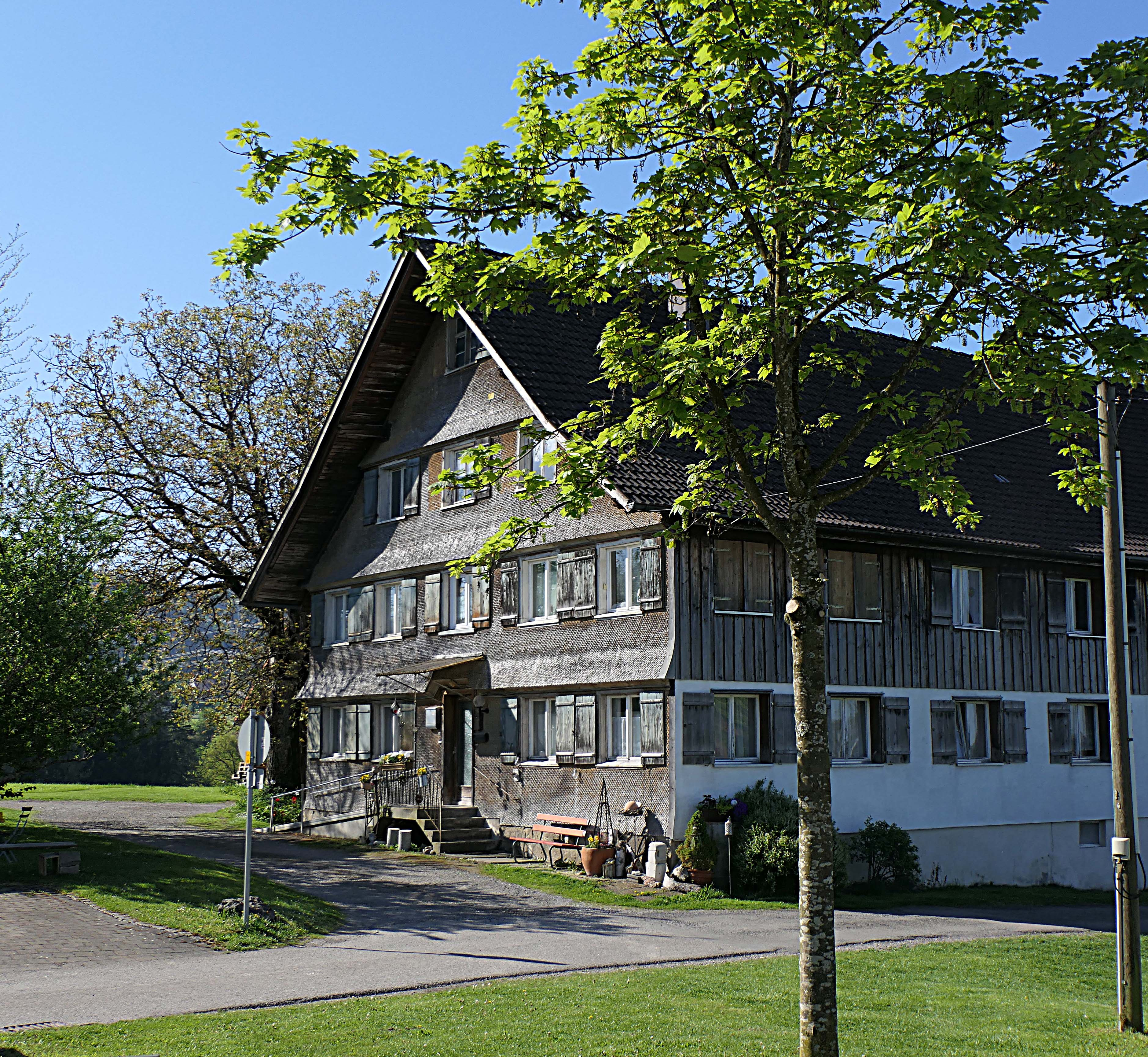
Westallgäuer Bauernhaus mit Klebdächern und Verschindelung
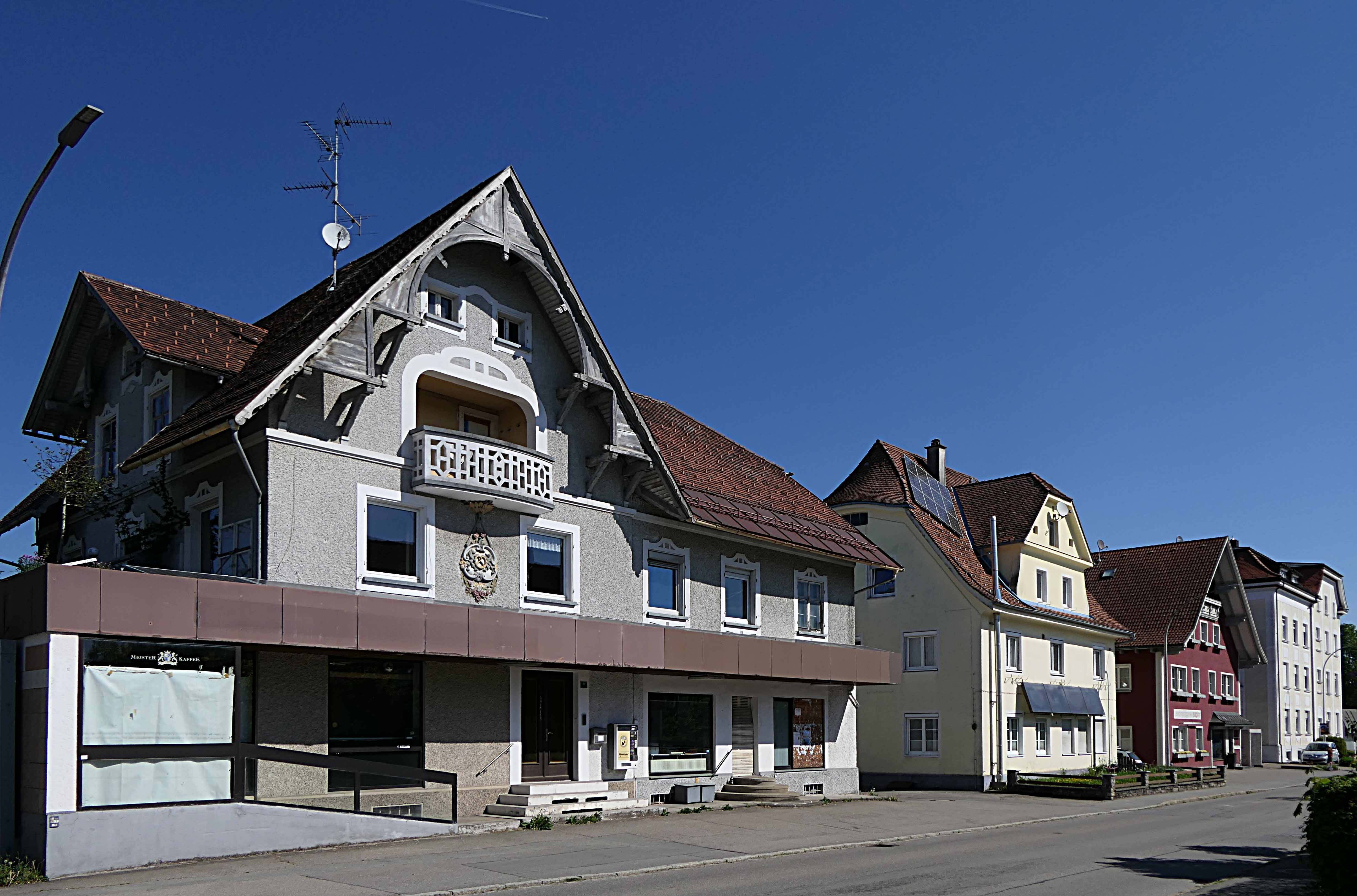
An der Bodenseestraße in Opfenbach

## Wirtschaft und Infrastruktur

### Wirtschaft einschließlich Land- und Forstwirtschaft
Nach der amtlichen Statistik gab es 2023 insgesamt 675 sozialversicherungspflichtig Beschäftigte am Arbeitsort Opfenbach. Sozialversicherungspflichtig Beschäftigte am Wohnort gab es insgesamt 969. Im verarbeitenden Gewerbe gab es einen, im Bauhauptgewerbe fünf Betriebe. Im Jahr 2020 bestanden zudem 35 landwirtschaftliche Betriebe mit einer landwirtschaftlich genutzten Fläche von insgesamt 915 ha, davon waren 892 ha Dauergrünfläche.
Die Firma Sito International produzierte in Opfenbach die Topf-Reiniger für Schleckers Marke „AS Home“.

### Verkehr
Der Haltepunkt Opfenbach lag an der Bahnstrecke Buchloe–Lindau. Die Züge fahren inzwischen ohne Halt durch.

### Bildung
Im Jahr 2024 bestanden folgende Einrichtungen:
- eine Kindertageseinrichtung: 133 Plätze von 131 Kindern genutzt
- eine Volksschule: sechs Lehrer und 80 Schüler
- Priesterseminar in Wigratzbad (siehe Priesterbruderschaft St. Petrus)

### Sport
Im Gemeindeteil Mywiler besteht auf einem 1,5 ha großen Gelände eine kombinierte Swingolf- und Fußballgolfanlage mit 18 Bahnen.

### Gebetsstätte
Im Gemeindeteil Wigratzbad gibt es eine katholische Gebetsstätte mit Exerzitienhaus. Nach einer Privatoffenbarung Antonie Rädlers in einer kleinen Kapelle („Gnadenkapelle“) entwickelte sich die Gebetsstätte nach und nach, bis hin zum Bau der Sühnekirche in moderner roter Stahlarchitektur (Architekt Gottfried Böhm). In Wigratzbad wird die Gottesmutter unter dem Attribut Unserer Lieben Frau vom Siege verehrt; die Sühnekirche ist den heiligsten Herzen Jesu und Mariens geweiht. Die sterblichen Überreste Antonie Rädlers und des langjährigen Pilgerseelsorgers Pater Johannes Schmid CP, der im Ruf der Heiligkeit steht, ruhen in einer eigenen Krypta.
In Wigratzbad befindet sich neben dem Priesterseminar auch der Sitz des deutschen Distrikts der Priesterbruderschaft St. Petrus. Außerdem hat der Sender K-TV hier seinen Sitz.

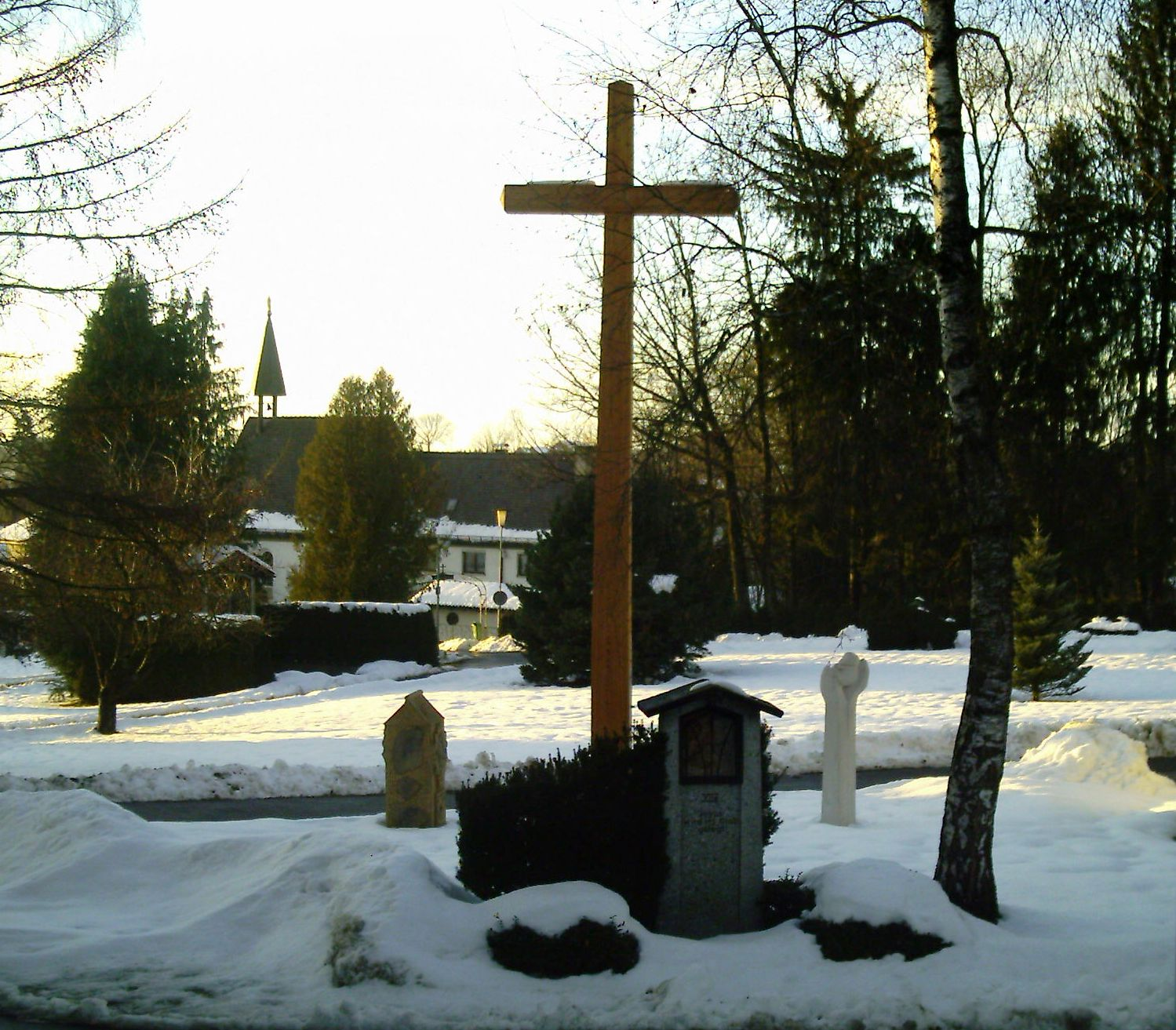
Alte Kapelle in Wigratzbad
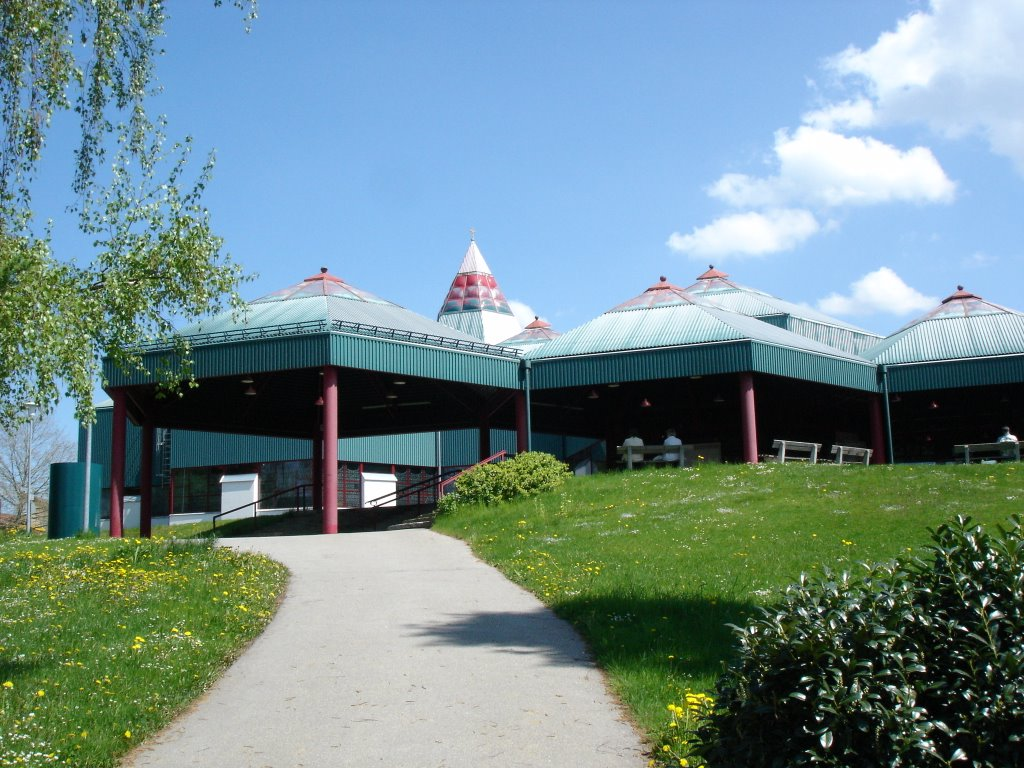
Herz-Jesu- und Mariä-Sühne-Kirche
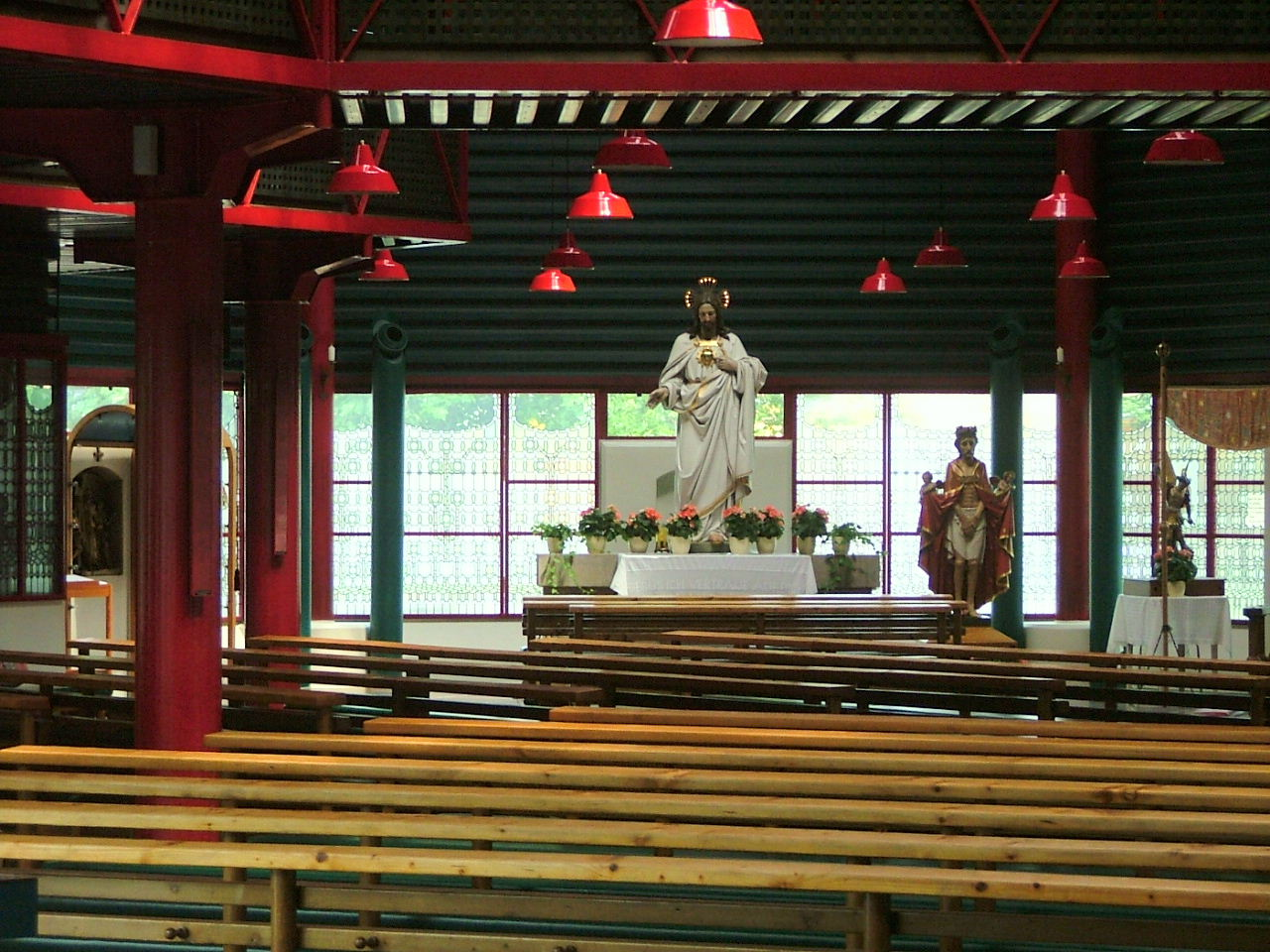
Chorraum
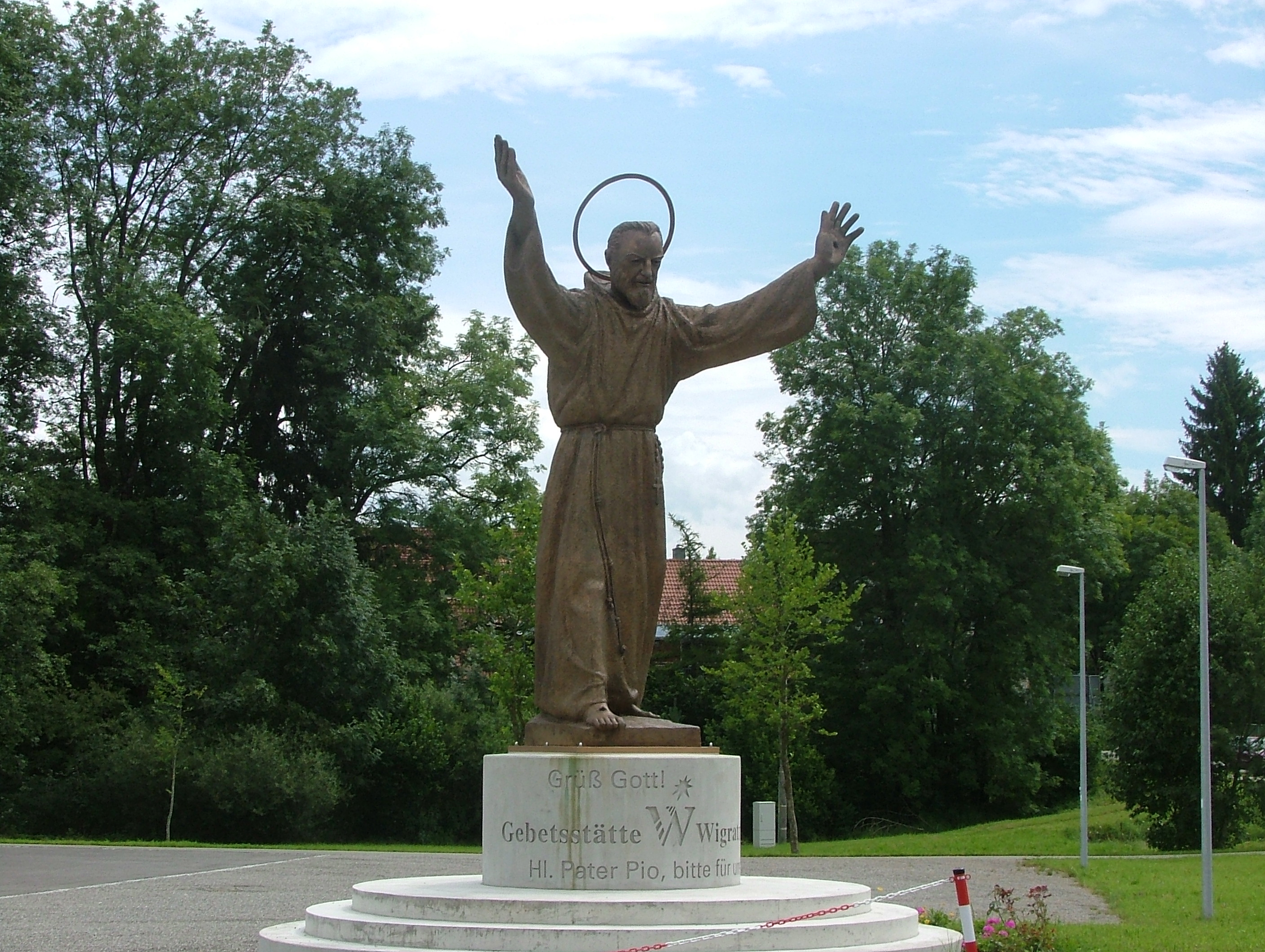
Statue des hl. Pater Pio

## Persönlichkeiten
- Josef Lau (1862–1932), Chronist der Gemeinde
- Benedikt Kraft (1888–1963), katholischer Theologe
- Veronika Fink (1889–1969), Chronistin der Gemeinde
- Eugen Kleiner (1894–1987), Chronist der Gemeinde
- Antonie Rädler (1899–1991), Mystikerin
- Barys Kit (1910–2018), belarussischer Mathematiker, Physiker, Chemiker und Raketenforscher, hielt sich nach seiner Flucht aus der Sowjetunion 1944 in Opfenbach/Mywiler auf.[8]
- Ernst Hutter (* 1958), Musiker, Komponist und Arrangeur